# Vilassar de Mar
Vilassar de Mar település Spanyolországban, Barcelona tartományban. Lakosainak száma 21 162 fő (2024).

## Földrajza
Vilassar de Mar Cabrils, Cabrera de Mar, Premià de Mar, Premià de Dalt és Vilassar de Dalt községekkel határos.

## Megközelítése
A település Barcelona felől a Barcelona–Mataró–Maçanet-Massanes-vasútvonalon közelíthető meg a RENFE/Rodalies de Catalunya R1 elővárosi járataival.

## A város híres szülöttei
- Ona Batlle (1999. június 10. – ), labdarúgó

## Népesség
A település lakosságának változását az alábbi diagram mutatja:
| Lakosok száma | 1013 | 2953 | 3807 | 4925 | 12 110 | 18 558 | 19 482 | 20 185 | 20 837 | 21 162 |
|               | 1787 | 1900 | 1940 | 1965 | 1991   | 2004   | 2009   | 2014   | 2019   | 2024   |